# The Hart Foundation
The Hart Foundation var en gruppe wrestlere i World Wrestling Federation (WWF). Gruppens medlemmer var ofte en del af Hart-familien fra Canada eller venner af familien. Oprindeligt bestod gruppen af Jim Neidhart, Bret Hart og manager Jimmy Hart. Som tagteam vandt Hart og Neidhart WWF Tag Team Championship to gange. Samme år gik gruppen i opløsning, men Neidhart begyndte at wrestle sammen med Brets lillebror Owen Hart. 
I 1997 blev The Hart Foundation genforenet, og Bret Hart og Neidhart dannede igen tagteam. De dannede derudover også en pro-canadisk gruppe bestående af Owen Hart, British Bulldog og Brian Pillman. I denne periode vandt gruppen alle WWF's titler: WWF Championship, WWF Intercontinental Championship, WWF European Championship og WWF Tag Team Championship. Pillman døde i oktober 1997, og måneden efter forlod Bret Hart WWF efter Montreal Screwjob. I november 1997 var det kun Owen Hart, der var tilbage. 
I 2007 begyndte David Hart Smith, Tyson Kidd og Natalya at wrestle under navnet The Next Generation Hart Foundation i Florida Championship Wrestling, hvor World Wrestling Entertainment (WWE) træner mange af deres unge wrestlere. Gruppen blev flyttet til WWE og omdøbt til The Hart Dynasty. 
| Sport | Spire Denne artikel om sport er en spire som bør udbygges. Du er velkommen til at hjælpe Wikipedia ved at udvide den. |